# Sucesso FM (São Paulo)
Sucesso FM foi uma emissora de rádio brasileira sediada em São Paulo, capital do estado homônimo. Operava pelo dial FM, na frequência 96,9 MHz, e tinha um estilo de programação popular. A rádio surgiu em 1980 como Cidade FM, e entre as décadas de 1980 e 1990 foi uma das filiais da Rede Cidade, gerada a partir do Rio de Janeiro.

## História

### Cidade FM (1980-2001)
A Cidade FM foi inaugurada em 25 de janeiro de 1980, data em que se comemorava o aniversário de São Paulo. Seu slogan era Uma nova paixão toma conta de São Paulo, e transmitia seu sinal para toda a Região Metropolitana. Seu primeiro coordenador foi Carlos Townsend, que já havia moldado um formato de programação para a Cidade FM do Rio de Janeiro. Partindo disso, a Cidade se tornou uma das primeiras emissoras que compuseram a Rede Cidade, cadeia nacional de rádios via satélite liderada em conjunto com a emissora carioca. A programação da época se baseava em músicas do gênero pop rock. Com nove meses de afiliação, a Cidade FM conquista o primeiro lugar em audiência, permanecendo nesta posição por três anos consecutivos.
Com os altos custos para se manter a transmissão via satélite, a rede é desfeita em 1994, e a Cidade FM segue independente. No início da década de 2000, a emissora é processada pelo Grupo Jornal do Brasil, mantenedor da Cidade FM do Rio, por ainda usar a marca "Cidade", e em 22 de março de 2001, passou a se identificar apenas como 96.9 FM. Foi realizado um concurso para a escolha o novo nome, com indicações livres dos próprios ouvintes. Em dezoito dias de produção, foram mais de 80 mil sugestões, enviadas por cartas, telefonemas, cupons e e-mails.

### Sucesso FM (2001-2004)
Após a indicação de vários nomes por ouvintes, foi escolhido o nome Sucesso FM, lançado oficialmente em 9 de abril de 2001. Com isso, muitos dos programas e vinhetas que continham o nome Cidade foram adaptadas para o recém-escolhido. O estilo da programação também foi modificado, passando a focar em músicas populares e lights. Aos poucos, a rádio se reposicionou na liderança das FMs de São Paulo. Em 2004, a rádio passa por uma profunda crise financeira, ocasionada, inclusive, pela indenização que ainda estava sendo paga ao Grupo Jornal do Brasil, e aos poucos vai perdendo a liderança para outras emissoras. No mês de setembro, a Sucesso FM é vendida ao Grupo Bandeirantes de Comunicação.
Na época, foram cogitadas diversas suposições sobre o futuro da frequência, se seria uma retransmissora Rádio Bandeirantes, se concorreria com rádios de música pop da cidade, no mesmo estilo da Band FM, ou até mesmo se continuaria operando como Sucesso FM. Em 2005, é revelado que o grupo apostaria em uma rádio all news, com programação 24 horas voltada ao jornalismo em geral, nomeada de BandNews FM.
No mês de maio, são veiculadas, durante a programação diária, várias inserções anunciando o nome e a data da estreia da nova rádio que passaria a ocupar a frequência. Por volta da meia-noite do dia 20 de maio, após executar três músicas de maneira incompleta e veicular três mensagens de agradecimento, a Sucesso FM encerra em definitivo suas transmissões, passando a frequência para a BandNews FM.